# Pieve Ligure
Pieve Ligure là một đô thị ở tỉnh Genova thuộc vùng Liguria, nằm ở vị trí cách khoảng 13 km về phía đông nam của Genova. Tại thời điểm ngày 31 tháng 12 năm 2004, đô thị này có dân số 2.455 người và diện tích là 3,4 km².
Pieve Ligure giáp các đô thị sau: Bogliasco, Sori.